# Сідар-Рок (Північна Кароліна)
Сідар-Рок (англ. Cedar Rock) — селище (англ. village) в США, в окрузі Колдвелл штату Північна Кароліна. Населення — 301 особа (2020).

## Географія
Сідар-Рок розташований за координатами 35°56′37″ пн. ш. 81°27′29″ зх. д. / 35.94361° пн. ш. 81.45806° зх. д. (35.943628, -81.457930).  За даними Бюро перепису населення США в 2010 році селище мало площу 3,03 км², уся площа — суходіл.

## Демографія
Згідно з переписом 2010 року, у селищі мешкало 300 осіб у 133 домогосподарствах у складі 111 родини. Густота населення становила 99 осіб/км².  Було 137 помешкань (45/км²).
Расовий склад населення:
| - 99,7 % — білих |

До двох чи більше рас належало 0,0 %. Частка іспаномовних становила 1,7 % від усіх жителів.
За віковим діапазоном населення розподілялося таким чином: 13,0 % — особи молодші 18 років, 56,0 % — особи у віці 18—64 років, 31,0 % — особи у віці 65 років та старші. Медіана віку мешканця становила 57,8 року. На 100 осіб жіночої статі у селищі припадало 114,3 чоловіків;  на 100 жінок у віці від 18 років та старших — 105,5 чоловіків також старших 18 років.
Середній дохід на одне домашнє господарство  становив 130 081 долар США (медіана — 100 750), а середній дохід на одну сім'ю — 135 748 доларів (медіана — 114 000). За межею бідності перебувало 0,9 % осіб, у тому числі 0,0 % дітей у віці до 18 років та 0,9 % осіб у віці 65 років та старших.
Цивільне працевлаштоване населення становило 148 осіб. Основні галузі зайнятості: освіта, охорона здоров'я та соціальна допомога — 28,4 %, виробництво — 23,0 %, роздрібна торгівля — 15,5 %, фінанси, страхування та нерухомість — 12,2 %.